# Айтос
Вижте пояснителната страница за други значения на Айтос.
Àйтос е град в област Бургас, Югоизточна България. Той е административен и стопански център на едноименната община Айтос, намира се на 30 km разстояние от областния център Бургас. По данни на НСИ населението на града към 15 септември 2022 г. е 17 764 жители, което го прави второ по големина населено място в областта след Бургас. По данни на ГРАО към 15 март 2024 г. в града живеят 22 069 души по настоящ адрес и 24 379 души по постоянен адрес. Така Айтос продължава да е вторият град по големина в областта.

## География

### Животински свят
Горите на Айтоския Балкан се обитават от различни видове животни – диви свине, вълци, лисици, сърни и елени, а в близост до обработваемите площи се срещат зайци, невестулки, таралежи. Влечугите са представени предимно от змии и гущери. Все по-рядко могат да се видят и костенурки.
В миналото птиците са били много повече, но вследствие на човешката дейност техният брой е намалял значително. Айтос е един от пунктовете по източноевропейския небесен маршрут, наричан „Виа Понтика“, по който прелетните птици се отправят към Близкия изток и Африка. През пролетта горите се изпълват с пойни птици – славеи, скорци, дроздове, кукувици. От семейство Врабчови най-многобройни са домашното, испанското и полското врабче, също така овесарките (сива, жълта, черноглава). Значително присъствие имат и зърноядните птици като щиглеци, зеленушки, конопарчета и много други. Тук обитават още пъдпъдъкът, гургулицата, чучулигата, яребицата и фазанът. Орелът се среща все по-рядко. Гнездови находища на белоопашат мишелов са установени между Айтос и Лясково, а на малък креслив орел – край Айтос. Между селата Мъглен и Съдиево е наблюдаван и черен щъркел в гнездовия му период.

### Климат
| Климатични данни за Айтос (1931 – 1970 г.) | Климатични данни за Айтос (1931 – 1970 г.) | Климатични данни за Айтос (1931 – 1970 г.) | Климатични данни за Айтос (1931 – 1970 г.) | Климатични данни за Айтос (1931 – 1970 г.) | Климатични данни за Айтос (1931 – 1970 г.) | Климатични данни за Айтос (1931 – 1970 г.) | Климатични данни за Айтос (1931 – 1970 г.) | Климатични данни за Айтос (1931 – 1970 г.) | Климатични данни за Айтос (1931 – 1970 г.) | Климатични данни за Айтос (1931 – 1970 г.) | Климатични данни за Айтос (1931 – 1970 г.) | Климатични данни за Айтос (1931 – 1970 г.) | Климатични данни за Айтос (1931 – 1970 г.) |
| Месеци                                     | яну.                                       | фев.                                       | март                                       | апр.                                       | май                                        | юни                                        | юли                                        | авг.                                       | сеп.                                       | окт.                                       | ное.                                       | дек.                                       | Годишно                                    |
| Средни максимални температури (°C)         | 4,9                                        | 7,3                                        | 11,4                                       | 17,7                                       | 22,8                                       | 26,6                                       | 29,6                                       | 29,7                                       | 25,7                                       | 19,8                                       | 13,2                                       | 7,5                                        | 18                                         |
| Средни температури (°C)                    | 2                                          | 2,6                                        | 5,8                                        | 11,1                                       | 16,2                                       | 20,05                                      | 23                                         | 22,7                                       | 18,7                                       | 10,3                                       | 8,5                                        | 3,4                                        | 12,2                                       |
| Средни минимални температури (°C)          | −2,8                                       | −1,8                                       | 0,5                                        | 4,9                                        | 9,8                                        | 13,5                                       | 15,7                                       | 15,6                                       | 12                                         | 7,7                                        | 4,2                                        | −0,3                                       | 6,6                                        |
| Средни месечни валежи (mm)                 | 40                                         | 35                                         | 31                                         | 46                                         | 59                                         | 67                                         | 43                                         | 36                                         | 34                                         | 41                                         | 54                                         | 53                                         | 539                                        |
| ------------------------------------------ | ------------------------------------------ | ------------------------------------------ | ------------------------------------------ | ------------------------------------------ | ------------------------------------------ | ------------------------------------------ | ------------------------------------------ | ------------------------------------------ | ------------------------------------------ | ------------------------------------------ | ------------------------------------------ | ------------------------------------------ | ------------------------------------------ |
| Източник: Stringmeteo.com                  |                                            |                                            |                                            |                                            |                                            |                                            |                                            |                                            |                                            |                                            |                                            |                                            |                                            |

Климатът на Айтос е старопланински, тъй като градът се намира в подножията на Източна Стара Планина.

### Води
В хидрографско отношение Айтоският край се разпределя между поречието на река Луда Камчия и няколко малки рекички, които се вливат направо в Черно море. Най-голямата река, която протича през полето, е река Айтоска. Тя извира от южните склонове на Малка Айтоска планина западно от село Тополица и след като протича през Айтоското поле, се влива в Бургаско езеро. Дълга е 48 km.
Околностите на града са сравнително богати на водни източници. Подпочвени води има в местностите „Омарлията“, „Леската“ и „Герена“. Районът е богат и на минерални води. Старата слава на този край са били лековитите минерални извори на 15 km източно от града. Това са прочутите „Аква калиде“ на римляните, днешните Бургаски минерални бани. Между Айтос и село Пирне също е имало минерален извор и лековити бани. За тях Феликс Фонтон отбелязва: „Като напуснахме Айтос, ние минахме през селото Пирне, дето се намира горещ римски целебен извор. Пирне е това по гръцки, което е Теплиц по чешки. Баните са разкошно уредени, басейнът е от превъзходен гръцки бял мрамор. От кого са били построени тези бани не мога да кажа. Надписа там не намерих, обаче разправят, че имало няколко такива, доказващи, че къпалнята е била уредена от император Адриан. Той навярно от Одрин всяка година е идвал да се лекува през лятото в Пирне също така, както пруският крал в Теплиц.“
В северната част на Айтоско поле по разседна линия се намират няколко минерални извора: „Миризливата чешма“ при село Шиварово и тези при селата Череша, Ябълчево и Съединение. Минерална вода има и в района на с. Съдиево, която се бутилира за пиене. От дълбок сондаж при село Поляново блика геотермална вода с дебит 30 l/s и температура 51 °C, която изтича свободно, без да се използва.
В Айтос са извършени няколко дълбочинни сондажи за откриване на минерални води. Водата от сондажа при с. Тополица се характеризира като хидрокарбонатно-натриева с алкална реакция, а при с. Малка поляна – сулфатно-натриева с алкална реакция.
Сондажът в двора на мелницата захранва градската баня, мелницата и фирма „Краностроене“. Дебитът му е 6 l/s, а температурата на водата 44 °C. Водата се характеризира като термална, хидрокарбонатно-сулфатно-натриева с алкална реакция. Лечебни свойства на водата: при заболяване на опорно-двигателния апарат, стомашно-чревни, чернодробно-жлъчни и бъбречни заболявания.

## История
Айтос е старо селище, основано още от траките. Останки около града от новокаменната епоха свидетелстват, че на това място отдавна е съществувало селище. Останките от три кули (северозападно от града) са от средновековната крепост Аетос (на гръцки – орел), издигната между 650 и 750 година, откъдето идва и днешното му име. Така е отбелязан от византийския хронист Никита Хониат и в хрониката на френския рицар Жофроа дьо Вилардуен. През 1206 г. Аетос, както много други градове в Тракия, е разрушен от кръстоносците, предвождани от Хенрих Фландърски, брат на Балдуин I Фландърски. Като укрепен град израства отново след 1488 г. По-късно, през 17 век, пътешественикът Евлия Челеби го отбелязва с името Ченгис.
През 1798 година аян на Айтос става Сейфулла Одаджиоглу, който през следващите години действа активно с групи кърджалии между града и Черно море, а през 1803 година установява контрол и над Карнобат.
През Възраждането градът е известен като Орлово или Орловец. По това време е значително селище с прочут панаир. След Одринския мир от 1829 г. много жители на града и околните села се изселват в Бесарабия, но въпреки това по време на Освобождението (1878 г.) наброява 3000 жители. Продължава провеждането на ежегодния 4-дневен селскостопанско-занаятчийски панаир. Открива се първото девическо земеделско училище в страната. През вековете градът е бил познат с няколко имена: Аетос, Астос, Ейдос, Аквилия и др.
Според древна легенда селището е основано от Аетос („орел“) – ученик и последовател на Орфей. Другата легенда е, че Аетос означава „Орлово гнездо“, името произлиза още от времето преди България да падне под византийско владичество, като Айтос е бил един от последните „паднали“ градове, чието местоположение (обграден от планини) позволявало добра защита.
Четири пъти градът е бил разрушаван и се е местил на ново място. Каменни стени ограждали града, а на площада се издигала златна статуя на Аетос с лирата на Орфей. Подземни ходове свързвали града с храма на възвишението „Хисаря“, които били отлично скривалище за жителите на града по време на вражески нашествия. През 1366 г. под стените на крепостта Аетос претърпяват поражение кръстоносците на граф Амадей VI Савойски, като е пленен дукът на Милано Антонио Висконти и няколко месеца той прекарва в плен в крепостта Аетос.
При избухването на Балканската война през 1912 г. седем души от Айтос са доброволци в Македоно-одринското опълчение.
Една от многото истории за град Айтос е, че един ловец, докато ловувал, го нападнала мечка. Един орел дошъл и изкълвал очите на мечката. Докато ловецът лежал в безсъзнание, неговата дружина дошла и убила орела, защото ловците помислили, че орелът е нападнал техния събрат. Когато се събудил, видял, че неговите приятели са убили орела, и им обяснил какво е станало. Ловецът построил негов паметник, който стои гордо над града. Той не направил само това в чест на орела, който го спасил, но поръчал и да оформят града като „орел“.

## Население

### Етническа структура
Поради непрекъснатите военни действия, провеждани в този близък до Византия край, а също така поради извършваните грабителски походи и нашествия, често са се променяли както броят, така и съставът на населението на Айтос. В края на 13 век византийският пълководец Михаил Глава докарал колонисти от крепостта Устие, от Проват и Преслав. Градът по това време е бил обезлюден, като се има предвид, че седемдесет години преди това е бил разрушен от латинците.
При превземането на Айтос от турците отново загива част от населението му. В града се заселват малоазийски турци. Не е избегнато и помохамеданчването на някои българи. Турската махала е била на изток от банята, а българската – около църквата.
През средата на 16 век в Айтос се заселва голяма група арменци от Нахичеван, Шорт и Карб. В старите гробища на града е имало над 200 надгробни плочи с надписи на арменски език. Една част от тях са били от мрамор, а други – от обикновен камък.
В Айтос са живели и евреи. Еврейската махала е била в северната част на града, където е била построена еврейска синагога. На чешмата в този квартал, върху която е имало специален надпис, са казвали „еврейската чешма“. В старите гробища на града, в югоизточната му част, е имало еврейски надгробни плочи.
По време на Балканската война в Айтос се настанява компактна маса бежанци от Източна Тракия. В западната част на града те основават нов бежански квартал – „Хисаря“, а в източната – квартал „Странджа“.
Долната таблица показва изменението на населението на града в периода след Втората световна война (1946 – 2021):
| Айтос                                                                                     | Айтос | Айтос  | Айтос  | Айтос  | Айтос  | Айтос  | Айтос  | Айтос  | Айтос  | Айтос  | Айтос  | Айтос  |
| ----------------------------------------------------------------------------------------- | ----- | ------ | ------ | ------ | ------ | ------ | ------ | ------ | ------ | ------ | ------ | ------ |
| година                                                                                    | 1946  | 1956   | 1965   | 1975   | 1985   | 1992   | 2001   | 2005   | 2007   | 2009   | 2011   | 2021   |
| население                                                                                 | 9929  | 13 914 | 17 766 | 20 949 | 23 115 | 22 401 | 21 339 | 21 001 | 20 913 | 21 067 | 20 016 | 17 764 |
| Източници: Национален статистически институт, „Citypopulation.de“ и „Pop-stat.mashke.org“ |       |        |        |        |        |        |        |        |        |        |        |        |

| Етническа група     | 2011   | 2011   |
| Етническа група     | Брой   | %      |
| ------------------- | ------ | ------ |
| Българи             | 12,023 | 60,07% |
| Турци               | 2,997  | 14,97% |
| Роми                | 2,372  | 11,85% |
| Други               | 50     | 0,25%  |
| Не се самоопределят | 145    | 0,72%  |
| Неотговорили        | 2,429  | 12,14% |
| Общо                | 20,016 | 20,016 |

### Религия
Жителите на града и общината са главно християни и мюсюлмани. Съществуват и представители на „Бялото братство“. В Айтос се намира и районно мюфтийство. В града има църква и джамия. Съществува и евангелска църква в Айтос – ЕПЦ „Бъдеще и надежда“

## Политика
Кмет на община Айтос от 7 ноември 2011 г. е Васил Едрев.

## Икономика
Водещо място в градската икономика днес заема селското стопанство. То е представено от земеделска кооперация „Единство“ и частни земеделски стопани. Развити са още консервната промишленост, винопроизводството, мелничарството, дървообработването и шивашкото производство.
В югоизточната част на града се оформила индустриална зона. Работи само хлебозаводът. Останалите предприятия са изоставени.
В Асфалтовата база край града се добива фракция и произвежда асфалтова смес и мраморно брашно. Строителни фирми изграждат жилища и търговски обекти.
Произвеждат се айтоска мускатова ракия и вино „Мускат о'тонел“.
Местна фирма произвежда газирани напитки, бутилира се и минерална вода. Мелничното производство е представено също от една фирма.
Селското стопанство е отрасъл с традиции в Айтоския край. Плодородните почви и климатичните условия благоприятстват отглеждането на различни селскотопански култури, като пшеница, ечемик, слънчоглед, царевица, люцерна. Много добре развити в района са и лозарството, овощарството и зеленчукопроизводството. Айтос е един от районите в страната с най-благоприятни природно-климатични условия за отглеждане на череши и арпаджик. Силно развито е и тютюнопроизводството. Основна част от обработваемата земя е обхваната в земеделската кооперация в града и частна фирма. От животновъдството са застъпени овцевъдството, свиневъдството и птицевъдството.

## Спорт
Създадена в началото на 50-те години, известната спортна академия "Вихър" в Айтос е дала много национални и международни шампиони по гимнастика, включително трикратната шампионка Силвия Костова. Академията има и футболен отбор - "Вихър Айтос".

## Забележителности
В Айтос може да се посети уникална музейна етнографска сбирка: къщата музей „Ченгелиеви“; къщата музей „Петър Станев“; църквата „Св. Димитър Солунски“ с ценна иконопис. В сърцето на града е разположено и читалището „Васил Левски“.
Айтоските минерални бани се намират в източната част на града. Температурата на водата е около 41 °С, дебит – 30 l/s, годна е за пиене.
В околностите на Айтос има интересни забележителности, които заслужават да бъдат посетени и видени. Градът има интересни културни и природни забележителности. В Айтоския Балкан се простират големите горски дъбови и букови масиви. Северно от града се намира чудно скално образувание от три скали – тримата вкаменени братя. С годините градът е създал прекрасно оформен градински парк „Славеева река“, наречен така поради красивите песни на славеите по тези места.

### Музеи
- Етнографски комплекс „Генгер“
- Къщата музей „Ченгелиеви“
- Къщата музей „Петър Станев“

### Редовни събития
- Фолклорен фестивал „Славееви нощи“ – провежда се ежегодно.

## Личности
- Владимир Ненов – кинорежисьор
- Кръстю Недялков – художник
- Ненко Токмакчиев – художник
- Панайот Панайотов – поп певец
- Сава Танев – скулптор
- Силвия Костова – световен шампион по акробатика
- Стефка Янчева – невролог
- Николай Боев – учен орнитолог, природозащитник
- Лазар Неделков, български революционер от ВМОРО, четник на Петър Радев – Пашата[10]
- Филип Кутев – композитор
- Христо Танев – скулптор
- Иван Маразов – известен български историк, траколог
- Стоян Динев – майстор на спорта по акробатика
- Стефан Добрев, български революционер от ВМОРО, четник на Петър Радев – Пашата[11]
- Никола Карев, деец на ВМОРО, четник на Михаил Даев[12]
- Ивана – попфолк певица
- Янаки Кавръков (1945 – 2002) – художник
- Людмил Фандъков (р. 1930), български офицер, генерал-майор, пионер на бадминтона в България
- Ева Найденова – певица
- полковник Кирил Христов Димитров, (26.04.1895 - 05.12.1961г.), герой от Първата световна война, автор на редица трудове на военна и историческа тематика и собствена нац.доктрина, командир на Х пехотен Родопски полк, 08.1941-09.09.1944г.

## Други
- В града има международно известен отбор по спортна акробатика, трети на Световното първенство в Коимбра, Португалия през юни 2006 г., след отборите на Русия и Великобритания.

- Етнографски комплекс „Генгер“, кръстен на едноименното растение, включено в списъка на редките, защитени и ендемични растения с категория „рядък“.

## Галерия
- Къща със старинна архитектура в Айтос
- Пешеходната зона в центъра
- Училище „Никола Й. Вапцаров“
- Пощата в центъра на града